# Thalatha conjecturalis
Thalatha conjecturalis là một loài bướm đêm trong họ Noctuidae.